# Сексуальная политика мяса
«Сексуальная политика мяса» (англ. The Sexual Politics of Meat: A Feminist-Vegetarian Critical Theory) — книга 1990 года, написанная Кэрол Дж. Адамс, в которой она развивает свою «вегетарианско-феминистскую, пацифистскую, критическую теорию пересечения». Книга была впервые написана в качестве эссе для курса колледжа, преподаваемого Мэри Дейли, и включает в себя такие материалы, как интервью с вегетарианскими феминистками в районе Бостон-Кембридж. «Сексуальная политика мяса» была переведена на девять языков и переиздана для издания, посвящённого 25-летию, как часть серии «Откровения Блумсбери».

## Краткое изложение
Книга состоит из трёх частей: «Патриаршие мясные тексты», «От живота Зевса» и «Ешь рис, имей веру в женщин», а также эпилог, озаглавленный «Дестабилизация патриархального потребления». В этих разделах Адамс рассматривает связи, а также сравнения между укоренившейся культурой женоненавистничества и одержимостью потреблением мяса и маскулинностью.

## Восприятие
«Сексуальная политика мяса» была рецензирована несколькими изданиями, включая NWSA Journal, Etnofoor и Женский обзор книг. В статье 2010 года для The Guardian, Нина Пауэр написала, что «Прошло 20 лет с момента выхода» Сексуальной политики мяса «и она все ещё актуальна как никогда».